# Капитал и лихва
„Капитал и лихва“ (на немски: Kapital und Kapitalzins) е книга на австрийския икономист Ойген фон Бьом-Баверк, издадена в два тома през 1884 и 1889 година. По-късни издания включват и трети том, включващ различни бележки и приложения към основния текст.
Първият том на „Капитал и лихва“ – „История и критика на теорията на лихвата“ – представлява исторически преглед на представите за природата на лихвата от Античността до XIX век, в който авторът критикува класическата икономика и теорията на експлоатацията. Във втория том „Положителна теория на лихвата“ Бьом-Баверк доразвива възгледите на Карл Менгер за маргинализма, извеждайки като основен източник на лихвата по-ниската стойност, която хората придават на даден предмет в бъдещето, в сравнение с настоящия момент.